# Vinča-Belo Brdo
Vinča-Belo Brdo – tell zlokalizowany na przedmieściach Belgradu o eponimicznym charakterze dla kultury Vinča. 

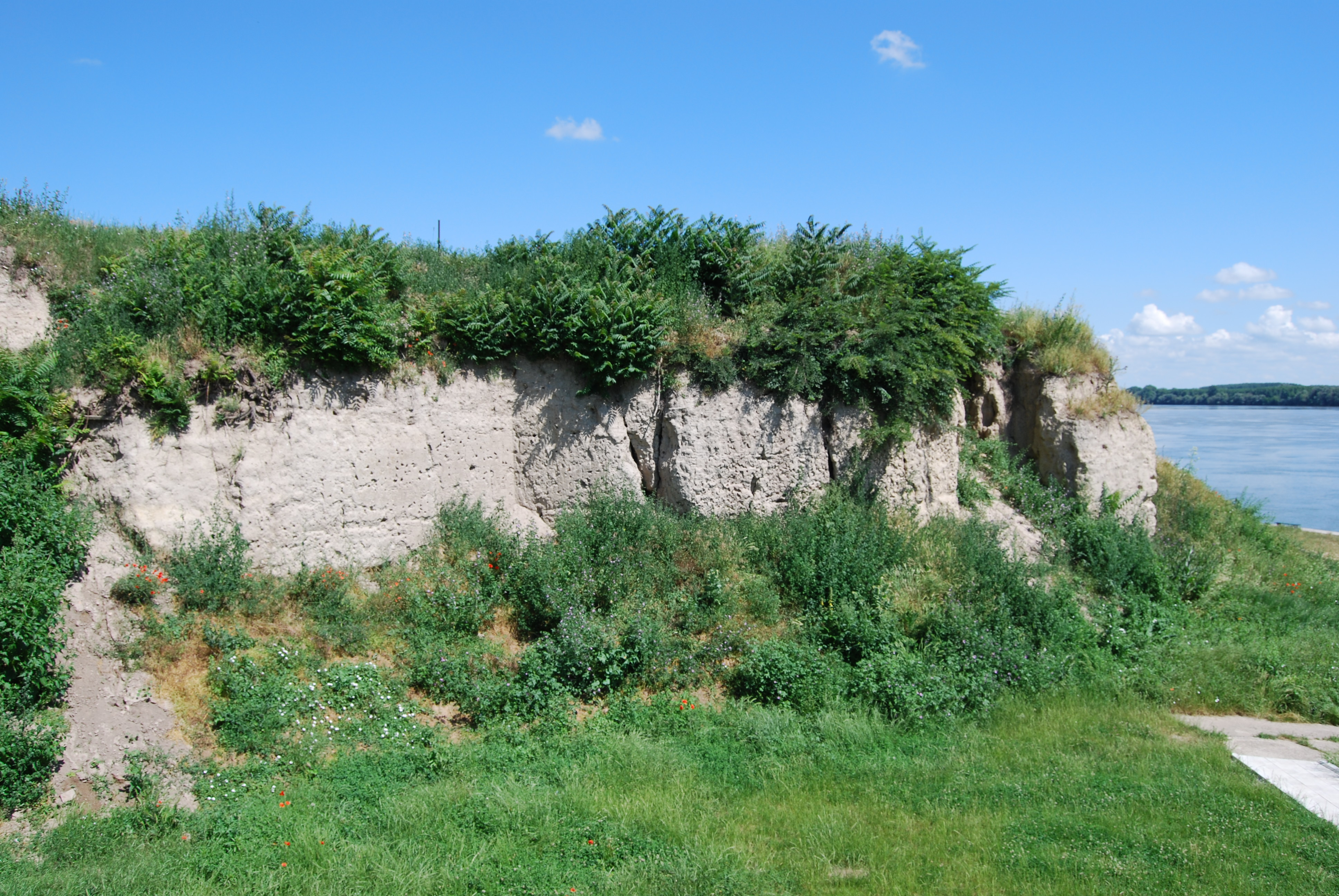
Belo Brdo

## Geografia i charakter stanowiska

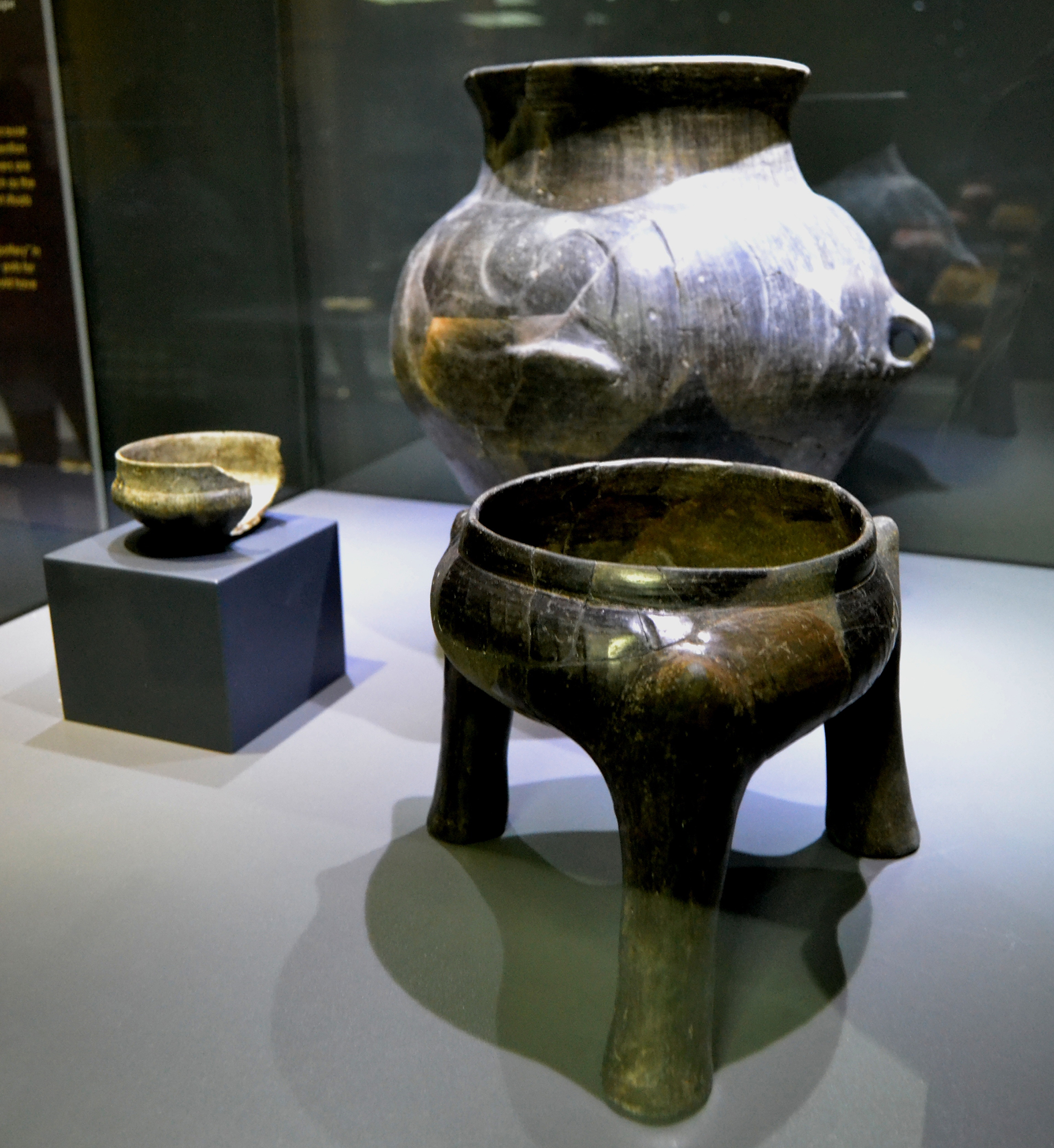
ceramika prezentowana w muzeum w Vinčy

Stanowisko archeologiczne obejmuje tereny tellu Belo Brdo (pol. Białe Wzgórze) w miejscowości Vinča, na prawym brzegu Dunaju, nieopodal Belgradu. Powierzchnia stanowiska wynosi około 10 hektarów. Korzystne położenie przy rzece, mnogość zwierzyny, żyzna ziemia i bliskość doliny rzeki Bolečicy sprzyjały osadnictwu w tym miejscu od czasów neolitycznych po średniowiecze, co poskutkowało wytworzeniem się wielu warstw archeologicznych. 
Z naukowego punktu widzenia najcenniejsze na stanowisku Belo Brdo są warstwy neolityczne i chalkolityczne, które należą do najważniejszych źródeł badań rozwoju kultur tych okresów w południowo-wschodniej Europie. Pierwsze ślady osadnictwa (kultura starczewska) datowało się wg ustaleń z końca XX w. na ok. 4800 p.n.e., według nowszych ustaleń na ok. 5700 p.n.e. W połowie V tys. p.n.e. (starsza datacja) lub VI tys. p.n.e. (nowsza datacja) stanowisko zostało porzucone na skutek ruchów ludności. 

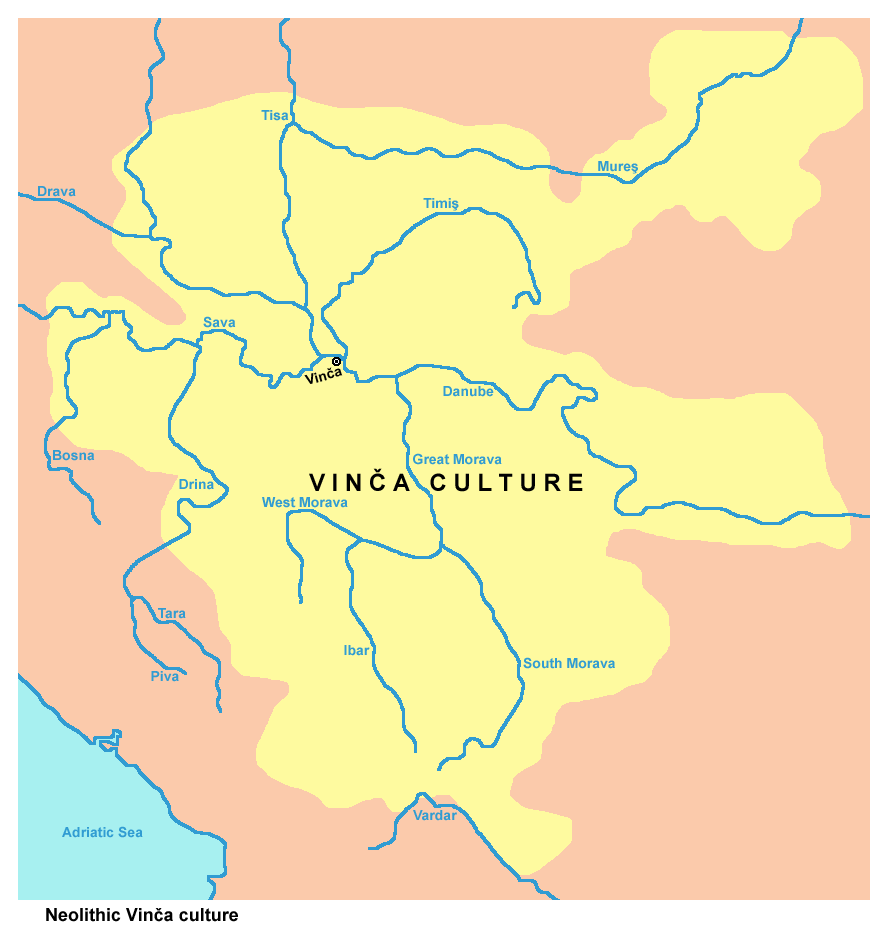
orientacyjny zasięg kultury Vinča

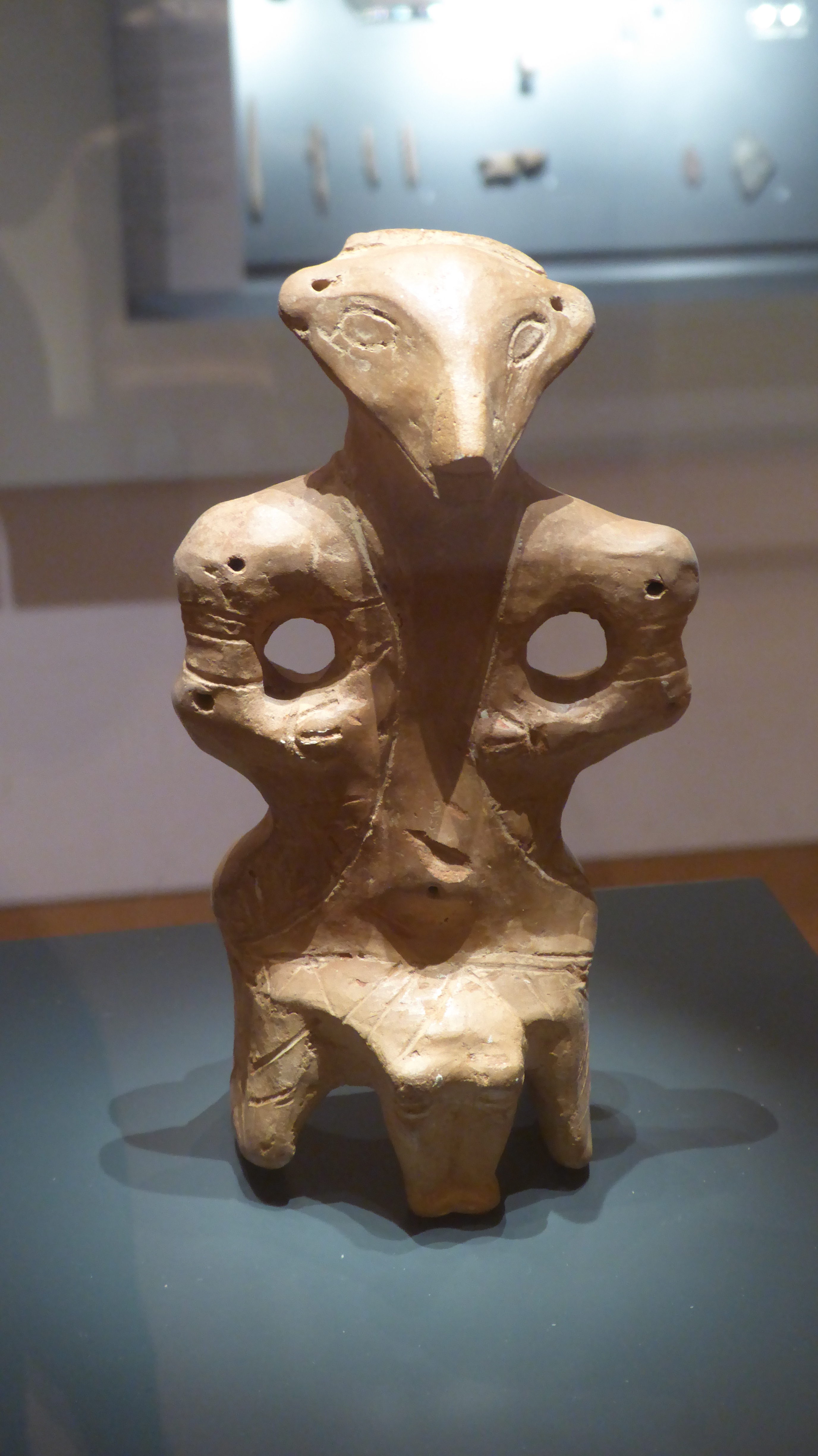
figurka odnaleziona podczas wykopalisk na stanowisku Belo Brdo

Pozostałości następującej po tym okresie kultury Vinča stanowią jedną z największych osad neolitycznych w Europie (a właściwie grupę następujących po sobie osad). Jej rozwój datowało się podług ustaleń z końca XX w. na lata 4500-3500 p.n.e. Nowa datacja przesuwa pierwsze wystąpienia kultury na okolice 5300-5200 p.n.e., a trwanie na okres ok. 800 lat; Jej przedstawiciele stawiali z gliny i drewna prostokątne budowle o dachach dwuspadowych i wyraźnej (zwłaszcza w późniejszych fazach) organizacji pomieszczeń. Osady miały proste ulice i były ogrodzone. Wśród ich pozostałości odkryto bogatą ceramikę: naczynia i liczne antropomorficzne figurki (tych ostatnich ponad 2000). Vinča była silnie skomunikowana ze światem zewnętrznym; jej mieszkańcy aktywnie handlowali z innymi osadami. Do najważniejszych towarów, które mieszkańcy osady importowali, należały obsydian i spondylus. Populację szacuje się na około 1 tys., raczej nie więcej niż 2 tys. ludzi, co czyniło Vinčę jedną z najważniejszych spośród kilkudziesięciu znanych osad swojej kultury. Od około 3500 p.n.e. (stara datacja) lub 4500 p.n.e. (nowa datacja) stanowisko było zasiedlane przez społeczeństwa innych kultur, zazwyczaj znacznie mniej liczne niż to z okresu Vinča.

## Historia badań
Pierwsze badania rozpoczął tutaj Miloje M. Vasić w 1908. Były one prowadzone z różnym natężeniem do momentu wybuchu I wojny światowej. Po jej zakończeniu wykopaliska na krótko wznowiono w połowie lat 20. XX w. Na przełomie lat 20. i 30. XX w. prace kontynuowano, m.in. dzięki wsparciu finansowemu, jakiego udzielił Brytyjczyk Charles Hyde. Efektem badań była czterotomowa monografia The Prehistoric Vinca (1932-1936) oraz kilkadziesiąt artykułów, przede wszystkim autorstwa Vasića. W owym okresie badania prowadzone tam spotkały się z dużym zainteresowaniem świata zachodniej nauki. Próby datacji stanowiska napotykały na znaczne problemy.
W późniejszych dekadach stanowisko, zarzucone przez archeologów, niszczało, było też regularnie plądrowane przez archeologów-amatorów i szabrowników. Sytuacji tej zaradzili członkowie Serbskiej Akademii Nauk i Sztuk, którzy zorganizowali Komitet Badań Archeologicznych w Vinčy; za sprawą ich starań w 1978 ruszyły nowe badania na stanowisku. Doprowadziły one m.in. do zidentyfikowania pozostałości kultur Bodrogkeresztur, Baden, Kostolac i Vatin. W 1981 John Chapman opublikował dwutomową monografię kultury Vinča. Dalszy rozwój badań znacznie utrudniła sytuacja polityczna regionu w latach 90. XX w.
Publikacje z lat 10. XXI w. postulują przesunięcie datacji osadnictwa Vinča-Belo Brdo, pierwszych faz zamieszkania na tym stanowisku doszukując się jeszcze w VI tysiącleciu p.n.e. Jednocześnie upadek kultury Vinča w publikacjach tych proponuje się przenieść w okolice 4500 r. p.n.e. Nowa datacja, jako bardziej prawdopodobna i oparta na nowocześniejszych metodach badań, przyjęta została przez większość badaczy tematu. 